# 東八尾站

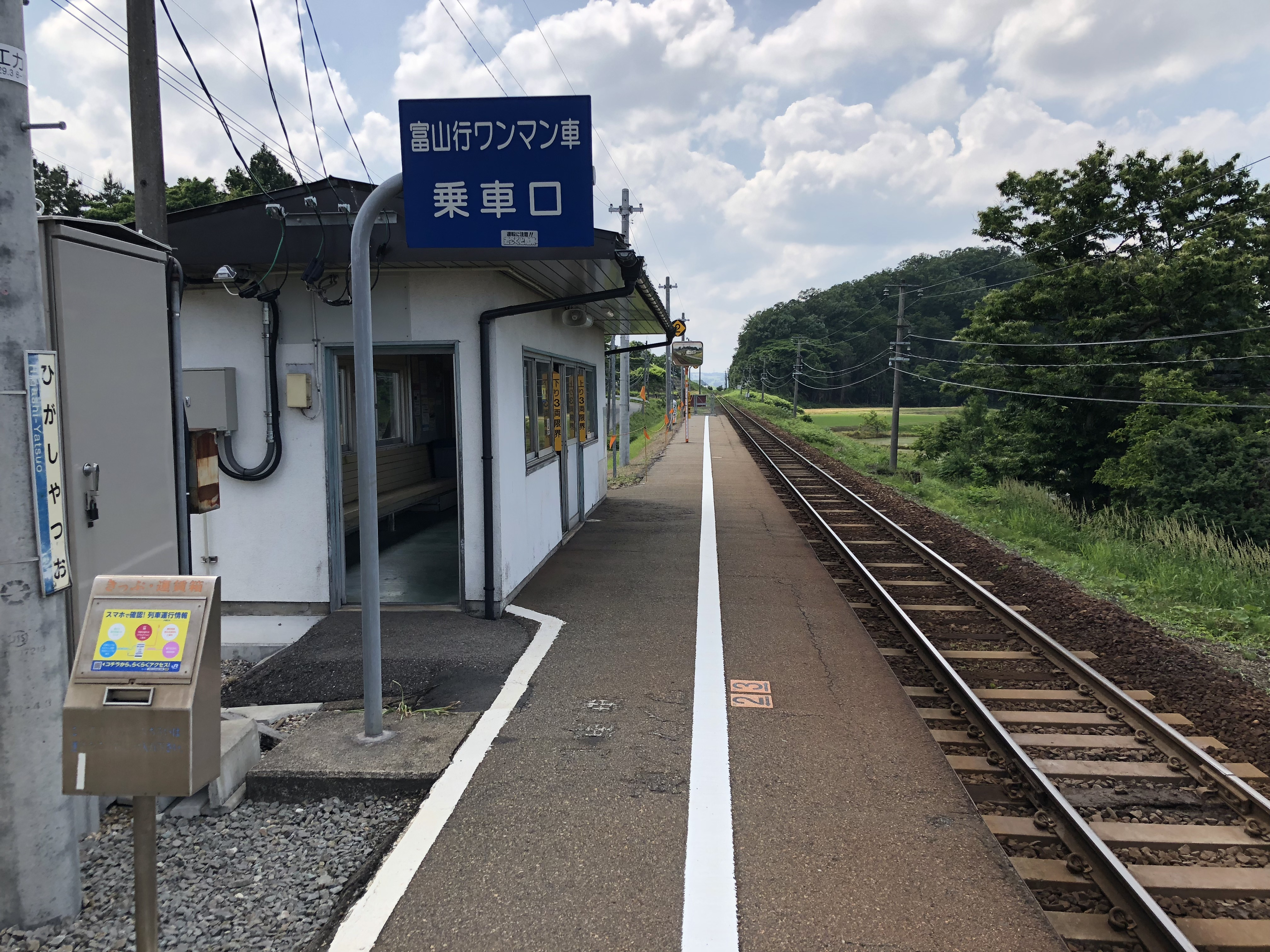
東八尾站月台上已拆去的舊候車室（2018年6月）。

東八尾站（日语：／ Higashi-Yatsuo eki */?）是是隸屬於西日本旅客鐵道（JR西日本）高山本線的鐵路車站，座落於富山縣富山市，現時只停靠普通列車。為請願站。最初，為方便居住在杉原地區周邊的乘客，免於前往距離近四公里的越中八尾站乘車，當地的婦女協會開展了設立中間車站運動。1955年成立了「東八尾站開設期成同盟會」，並與町議會共同向日本國有鐵道提出請願書。最終在眾多的其他提請要求中，本站被選為較優先開展建設車站事業。

## 車站構造
屬於五、六十年代所興建的簡易車站模式，因此沒有興建站房或安排職員在本站駐守，而月台也是依鐵路上的路堤旁邊修建而成。不過，在設備十分簡化的月台上，仍然建有1座較寬闊的候車室，內有候車長櫈及坐塾外、邊沿位置則用作放置儲物鐵櫃、打掃月台用具等。月台出入口設於中央位置，以樓梯連接月台和旁邊的馬路。而出入口旁後來也加建了男、女獨立洗手間各1個。
2019年，JR西日本陸續在富山縣內為城端線、冰見線及高山線中多個無人化的車站更生配置，並將使用年期過長、過大而又殘舊的舊站房／候車房拆去，換為以玻璃幕為主、面積較細但外貌時尚、並結合儲物室功能的候車室。本站亦於2019年3月更換為新式的候車室，新候車室建於洗手間的一邊。興建前也特意用水泥重建相關的地基。而厡有的舊候車室則待新候車室正使用後才拆去，也有重整相關位置的地基。另外，整個月台也加裝了簡易式的欄杆，而洗手間及候車室的四周則加裝了固定欄杆。
正式的出入口設於洗手間旁，只設有樓梯通往路面，對面則設有1組有蓋單車停泊亭。另外在月台末端向笹津方向亦可出入，該處更只有3級梯級而已。但仍然不適合輪椅使用者出入。

### 月台配置
設有側式月台1座。長度約為90米，有效長度為5輛。相比同時代的簡易車站，多已採用鐵架及鋼板興建月台，本月台仍然採用石頭及磚所搭砌而成。列車無法在此站進行交會。列車靠站時，往豬谷方向為右側上落，往富山方向為左側上落。
| 路線      | 方向 | 目的地   | 備註 |
| --------- | ---- | -------- | ---- |
| ■高山本線 | 上行 | 豬谷方向 |      |
| ■高山本線 | 下行 | 富山方向 |      |

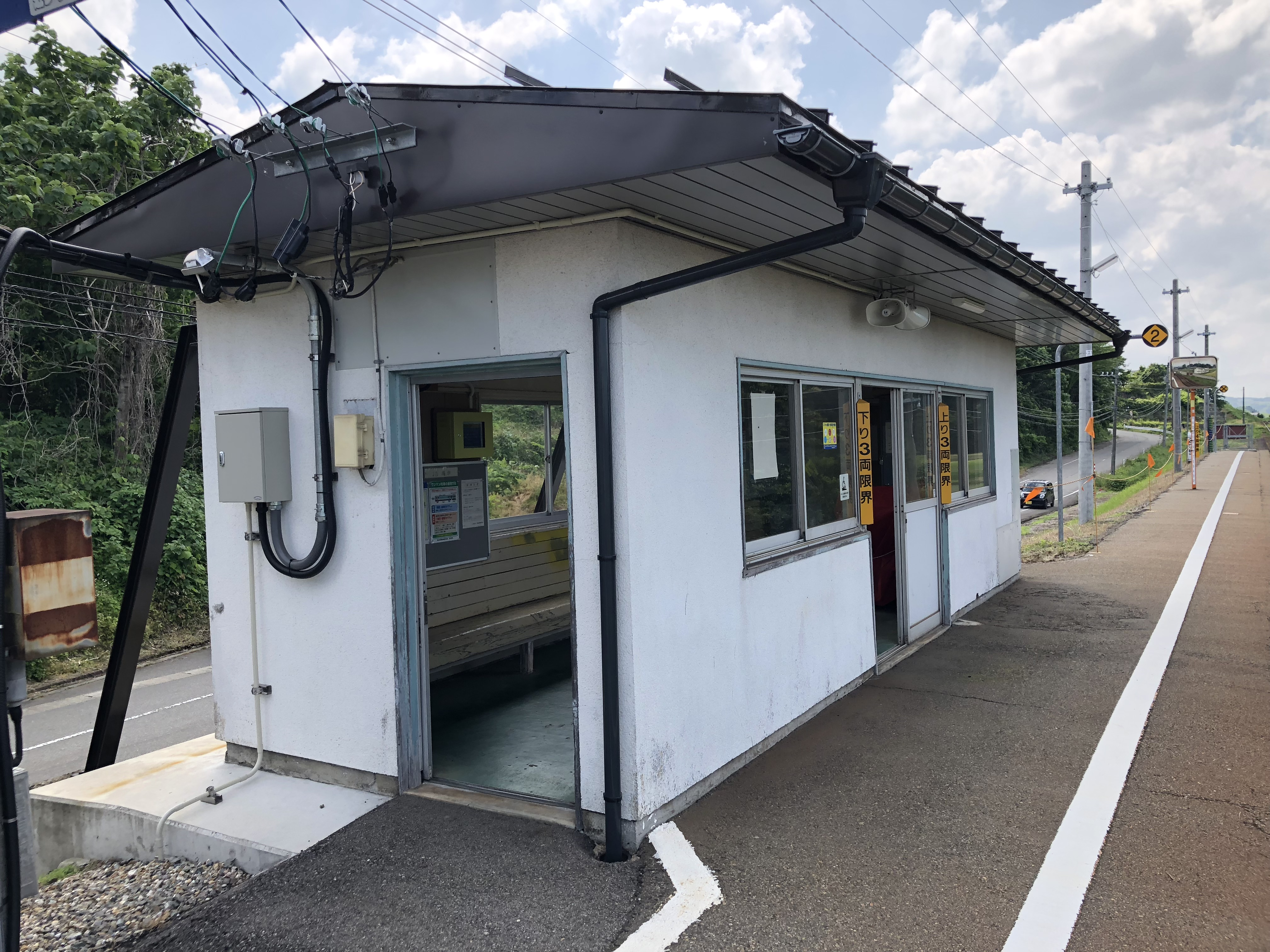
已拆去的舊候車室外觀
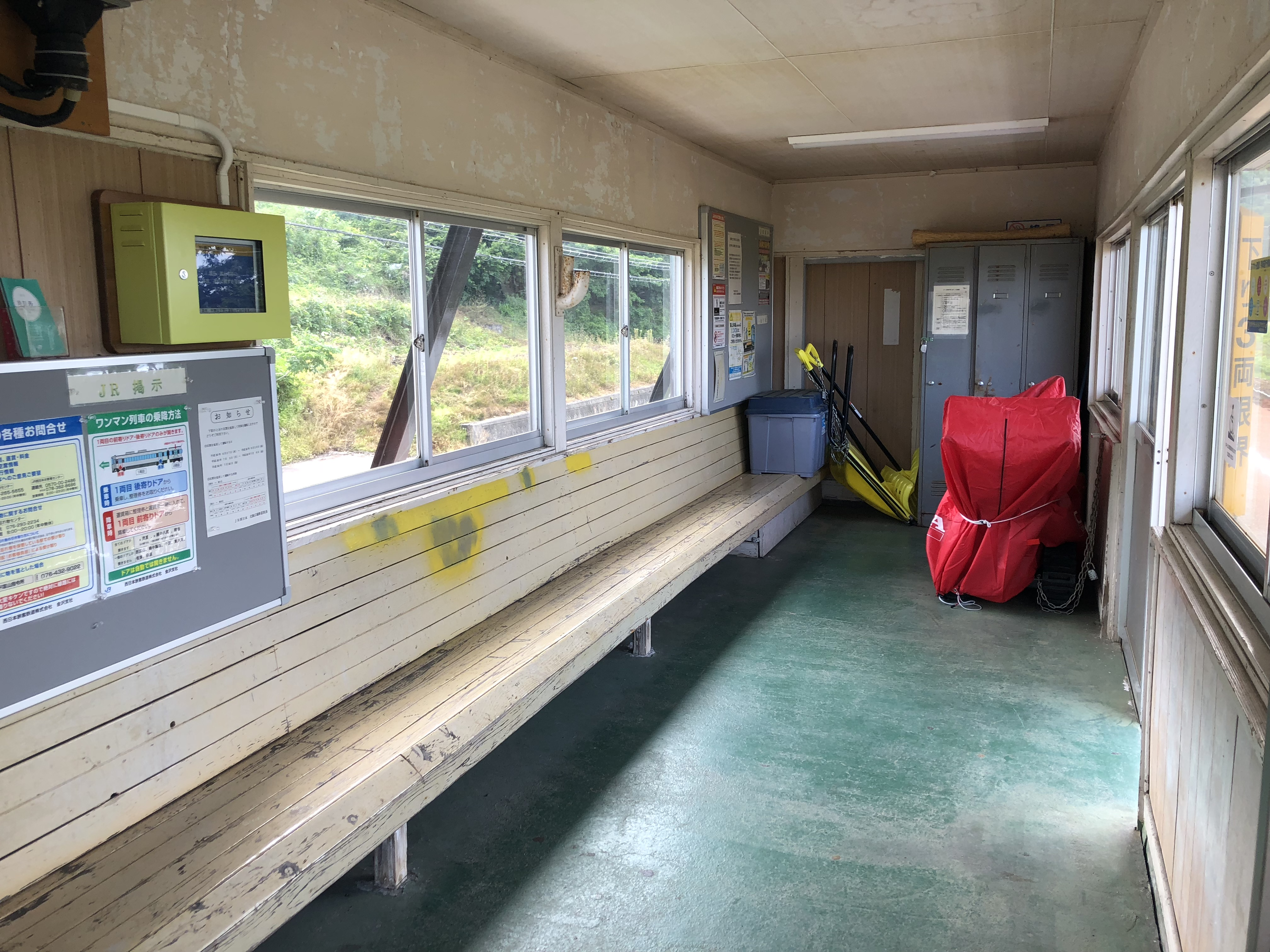
舊候車室内觀
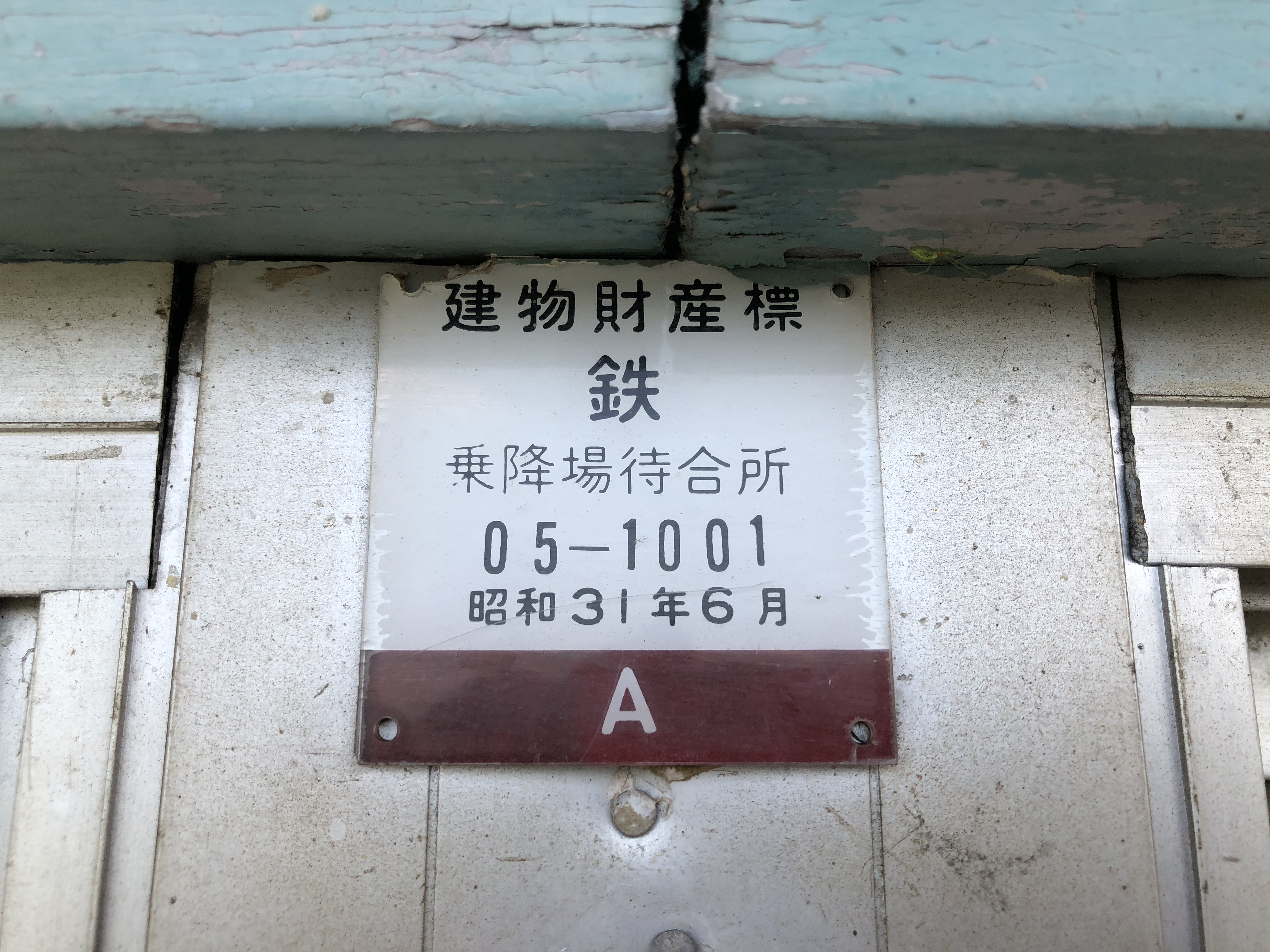
舊候車室建物財產標
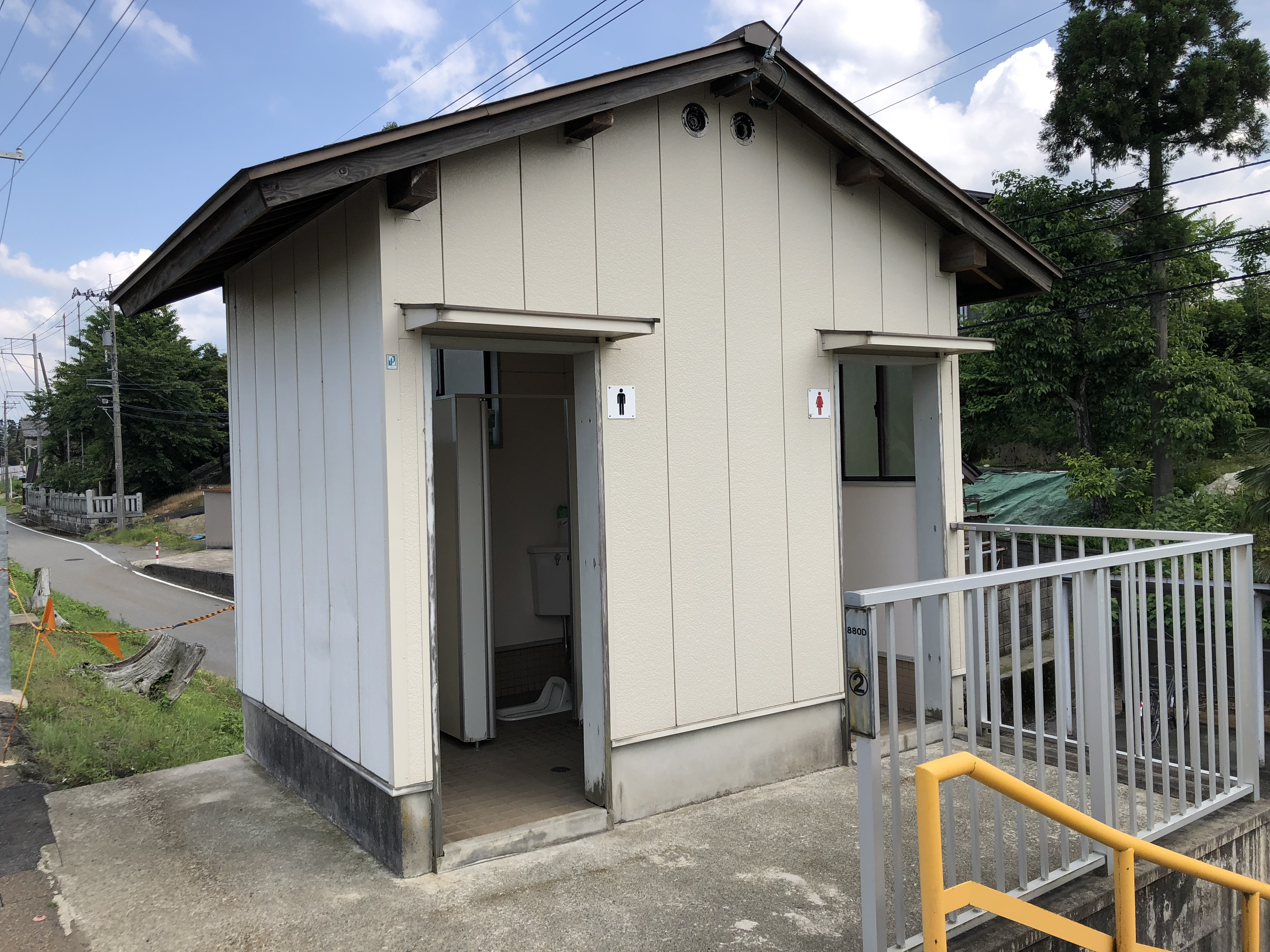
廁所
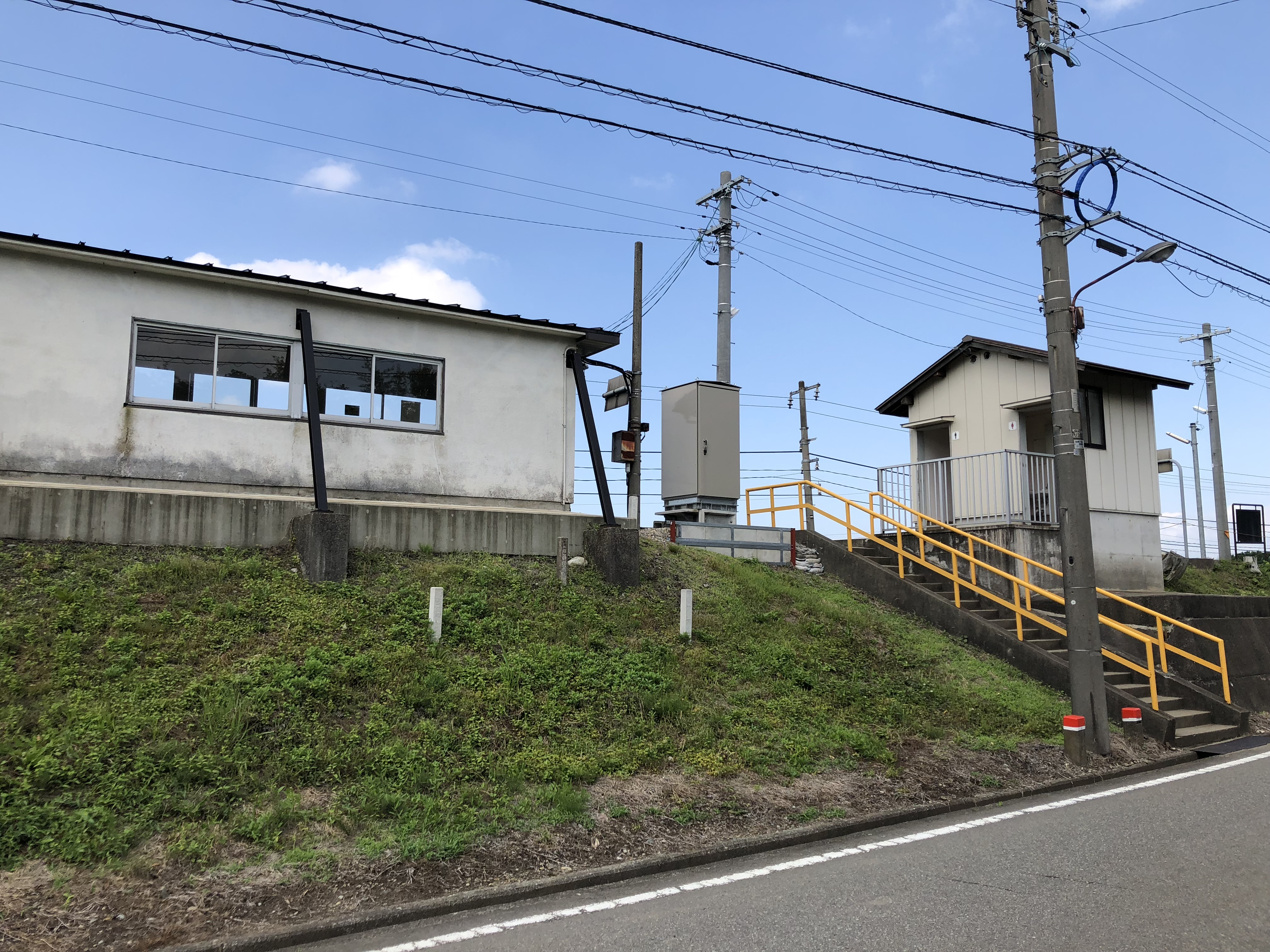
車站出入口

## 歷史
- 1956年6月1日：日本國有鐵道（國鐵）高山本線笹津站至越中八尾站之間開設此站[2]。為旅客車站[2]。
- 1987年4月1日：國鐵分割民營化，車站由西日本旅客鐵道（JR西日本）營運[3]。
- 2019年初～3月：第一代候車室被拆去，改為第二化代簡易式的候車室，新候車室及旁邊原有的洗手間的地基及其周邊都得以加強及加上新圍欄。

## 利用人數
本站是JR西日本路段中使用人數第二少的車站，僅比榆原站稍高，雖然設站時被指為較優先開展建站，但車站四周皆為田原農地，民居非常稀疏，附近亦沒有任何商業設施，使用率十分低。
| 年度 | 1日平均上落人數 | 出處        |
| ---- | --------------- | ----------- |
| 1995 | 57              | [ 統計 1 ]  |
| 1996 | 52              | [ 統計 1 ]  |
| 1997 | 39              | [ 統計 1 ]  |
| 1998 | 31              | [ 統計 1 ]  |
| 1999 | 30              | [ 統計 1 ]  |
| 2000 | 34              | [ 統計 1 ]  |
| 2001 | 33              | [ 統計 1 ]  |
| 2002 | 37              | [ 統計 1 ]  |
| 2003 | 36              | [ 統計 1 ]  |
| 2004 | 37              | [ 統計 1 ]  |
| 2005 | 33              | [ 統計 1 ]  |
| 2006 | 37              | [ 統計 1 ]  |
| 2007 | 41              | [ 統計 1 ]  |
| 2008 | 35              | [ 統計 1 ]  |
| 2009 | 26              | [ 統計 1 ]  |
| 2010 | 28              | [ 統計 1 ]  |
| 2011 | 33              | [ 統計 1 ]  |
| 2012 | 39              | [ 統計 1 ]  |
| 2013 | 43              | [ 統計 2 ]  |
| 2014 | 41              | [ 統計 3 ]  |
| 2015 | 46              | [ 統計 4 ]  |
| 2016 | 44              | [ 統計 5 ]  |
| 2017 | 49              | [ 統計 6 ]  |
| 2018 | 42              | [ 統計 7 ]  |
| 2019 | 40              | [ 統計 8 ]  |
| 2020 | 31              | [ 統計 9 ]  |
| 2021 | 32              | [ 統計 10 ] |
| 2022 | 29              | [ 統計 11 ] |
| 2023 | 34              | [ 統計 12 ] |

## 相鄰車站
西日本旅客鐵道
■高山本線
■特急「飛驒」
通過
■普通列車
笹津－東八尾－越中八尾

### 統計資料
1. ↑  富山縣統計年鑑，第10章，項目2。
2. ↑  富山縣統計年鑑 （页面存档备份，存于），第10章，項目10-2。
3. ↑  10運輸及び通信 （页面存档备份，存于），第11回 富山市統計書：第144頁。
4. ↑  10運輸及び通信 （页面存档备份，存于），第12回 富山市統計書：第144頁。
5. ↑  10運輸及び通信 （页面存档备份，存于），第13回 富山市統計書：第144頁。
6. ↑  10運輸及び通信 （页面存档备份，存于），第14回 富山市統計書：第144頁。
7. ↑  10運輸及び通信 （页面存档备份，存于），第15回 富山市統計書：第128頁。
8. ↑  10運輸及び通信 （页面存档备份，存于），第16回 富山市統計書：第128頁。
9. ↑  10運輸及び通信，第17回 富山市統計書：第126頁。
10. ↑  10運輸及び通信 （页面存档备份，存于），第18回 富山市統計書：第126頁。
11. ↑  10運輸及び通信，第19回 富山市統計書：第138頁。
12. ↑  10運輸及び通信 （页面存档备份，存于），第20回 富山市統計書：第138頁。

## 外部連結
- JR西日本東八尾站 （页面存档备份，存于）（日語）